# Every Little Thing
Every Little Thing(에브리 리틀 씽)은 일본 에이벡스에 소속된 대중음악 그룹이다. 줄여서 ELT라고도 부른다. 일본 내에서 인기가 있고, 한국에도 상당한 팬층을 갖고 있다. 에이벡스 그룹의 에이벡스 트랙스에 소속되어 있다.
'Every Little Thing'이란 이름은 "우주에서 내려다 보면 작은 존재인 인간과 동물등 모든 것들에게"라는 의미를 갖고 있다고 한다. 덧붙여 "만물은 어차피 모두 조그맣다. 앞만 보고 가자!"란 메시지도 담고 있다고 한다.

## 연혁
1996년에 보컬, 작사 담당 모치다 카오리, 기타 · 작곡 · 편곡 담당 이토 이치로, 리더 사운드 프로듀스 · 키보드 · 작사 · 작곡 · 편곡 담당 이가라시 미츠루의 3명으로 첫 번째 싱글 "Feel My Heart"로 avex trax에서 데뷔했다. 이 싱글은 오리콘 최고 순위 24위를 기록하고 약 10만 장의 판매고를 올렸다.
1997년에 세 번째 싱글 "Dear My Friend" 로 히트를 치고 첫 앨범 "everlasting"의 메가 히트, 1998년 여덟 번째 싱글 "Time goes by"가 싱글 최초의 밀리언 히트를 기록하는 등 이가라시 음악의 세계관, 신디사이저를 구사한 사운드와 모치다의 보컬, 패션이 10대~20대를 중심으로 지지를 받게 되고, 1990년대 후반을 대표하는 그룹으로 성장하였다.
초창기 작사 · 작곡 · 편곡은 이가라시가 혼자서 맡아서 데뷔 이래 하이 페이스를 유지하며 싱글 릴리스를 계속해왔다. 1999년 제작을 위한 충분한 시간을 확보하고자 하는 이가라시의 생각에서 3월의 열한 번째 싱글 "Over and Over", 열두 번째 싱글 "Someday, Someplace"와 베스트 앨범 "Every Best Single +3"의 릴리스 후 릴리스와 투어 없이 휴식기를 보냈다. 2000년에 열세 번째 싱글 " Pray / Get Into A Groove"와 열네 번째 싱글 "sure", 세 번째 앨범 "eternity"발매 후 3월에 이가라시가 프로듀싱에 전념하기 위해 탈퇴하였다. "이가라시가 탈퇴 후 사운드 프로듀싱에 전념할 것"이라고 발표 이후부터 TV와 콘서트에 출연은 하지 않고 악곡 제공은 계속 이어갈 것으로 생각되었지만, "eternity"에서 싱글 컷 된 열다섯 번째 싱글 "Rescue me (Single Mix)"를 제외하고 나머지 ELT의 악곡에 직접적으로 이가라시가 참여하는 것은 오랫동안 없었다. 그로부터 약 9년 뒤인 2009년 9 월 23일 발매된 서른여섯 번째 싱글 "DREAM GOES ON", 같은 해 11월 18일 발매된 서른일곱 번째 싱글 "冷たい雨", 2010년 2월 24일 발매된 서른여덟 번째 싱글 "Change"에 이가라시가 사운드 프로듀서로 작곡 · 편곡에 참여하였다.
이가라시 탈퇴 후 곡의 작사는 거의 모두 모치다가 하고 있고, 작곡은 카즈히토 키쿠치, 타고 쿠니오, HIKARI 등의 작곡가로부터 곡을 제공받고 있다. 물론 모치다와 이토가 작곡을 맡는 경우도 있다. 또한 사운드 면에서도 이가라시 시절에는 신디사이저를 많이 사용한 곡이 많았지만, 이가라시 탈퇴후 1년여를 거친 2001년 가을 이후에는 밴드 사운드 어쿠스틱 지향의 곡이 많아지고 있다. (이가라시 탈퇴 직후에는 그의 노래 스타일을 답습한 곡이 많았다). 2007년 무렵부터는 기타 이외의 반주를 메인으로 하고 기타를 장식음으로 처리하는 곡도 증가하기 시작해 이가라시가 프로듀싱을 재개한 2009년 이후에는 초창기의 스타일을 다시 도입한 곡도 만들고 있다.
대표곡 중 하나인 "fragile"는 2001년 오리콘 연간 가라오케 차트에서 1위를 차지, 그 후에도 3년 연속 연간 TOP10에 진입하는 등, 일반 여성의 가라오케의 애창곡으로 정착하고있다. 여성 아티스트의 경우 솔로 체제가 많은 가요계에서 이러한 밴드 체제로 데뷔 이후 15년 이상 활동을 하고있는 매우 귀중한 존재이다. 또한 NHK 홍백가합전은 8회 연속 출전하였다. (1997년 ~ 2004년)

## 구성원
현재 구성원
- 모치다 카오리(持田 香織, 1978년 3월 24일 - ) 보컬, 작사
- 이토 이치로(伊藤 一朗, 1967년 11월 10일 - ) 기타

이전 구성원
- 이가라시 미쓰루(五十嵐 充, 1969년 5월 17일 - ) 작사, 작곡과 키보드. 2000년에 탈퇴했다.

서포트 멤버
- 하야시 마사후미 - 키보드 (2001년 가을 - 현재)
- 소가와 토모지 - 밴드 프로듀서 (2011년 여름 - 현재)
- 카사하라 나오키 - 베이스 (2005년 여름 - 현재)
- 마쓰가와 코우지 - 드럼 (2013년 겨울 - 현재)

이전 서포트 멤버
- 카토 카오루 - 기타 (데뷔 - 2007년 12월)

사이드 기타. 탈퇴 후 ELT에서는 사이드 기타를 배치하지 않고 있다.
- 아사다 타케시 - 베이스 (데뷔 - 2001년)
- 야마다 사토시 - 베이스 (2002년 - 2005년)

- 쿠와지마 겐야 - 키보드 (데뷔 - 2001년)
- 야시로 츠네히코 - 키보드 (2001년 투어)
- 타나하시 노부히토 - 밴드 프로듀서 (2001년 - 2004년 여름)
- 나카무라 야스나리 - 밴드 프로듀서 (2004년 여름 - 2011년 초)

- 코도우 케이이치 - 드럼 (데뷔 - 2001년)
- 야마구치 타카 - 드럼 (2001년 가을 - 2012년)

## 앨범

### 싱글
1. Feel My Heart(1996.8.7)
2. Future World(1996.10.23)
3. Dear My Friend(1997.1.22)
4. For the moment(1997.6.4)
5. 出逢った頃のように [만났을 때처럼](1997.8.6)
6. Shapes Of Love／Never Stop!(1997.10.22)
7. Face the change(1998.1.7)
8. Time goes by(1998.2.11) ※ Every Little Thing이 발매한 싱글 중 유일한 밀리언 셀러
9. FOREVER YOURS(1998.6.17)
10. NECESSARY(1998.9.30)
11. Over and Over(1999.1.27)
12. Someday, Someplace(1999.3.3)
13. Pray／Get Into A Groove(2000.1.1)
14. sure(2000.2.16)
15. Rescue me／Smile Again(2000.6.14)
16. 愛のカケラ [사랑의 조각](2000.10.18) ※ 이가라시 미쓰루 탈퇴 후 발매한 첫 싱글
17. fragile／JIRENMA [fragile/ Dilemma](2001.1.1) ※ 이니셜 D 3rd Stage 엔딩으로 JIRENMA가 사용됨
18. Graceful World(2001.2.21)
19. jump(2001.10.17)
20. キヲク [기억](2002.5.15)
21. ささやかな祈り [소박한 기도](2002.8.16)
22. UNTITLED 4 ballads(2002.12.18)
23. Grip!(2003.3.12)
24. ファンダメンタル・ラブ [Fundamental Love](2003.7.30)
25. また あした [내일 또 봐요](2003.11.12)
26. ソラアイ [하늘모양](2004.2.25)
27. 恋文／good night [연애편지 / good night](2004.12.15)
28. きみの て [그대의 손](2005.10.26)
29. azure moon(2006.3.15)
30. ハイファイ メッセージ [Hi-Fi Message](2006.6.14)
31. スイミー [스이미](2006.8.30)
32. キラメキアワー [반짝임의 시간](2007.8.8)
33. 恋をしている [사랑을 하고 있어](2007.10.31)
34. サクラビト (2008.2.13)
35. あたらしい日々/黄金の月 [새로운 날들/황금의 달](2008.8.27)
36. Dream Goes On (2009.9.23)
37. 冷たい雨 [차가운 비](2009.11.18)
38. Change (2010.2.24)
39. STAR (2011.2.23)
40. MOON (2011.2.23)
41. 宙 -そら-／響 -こえ- (2011.7.13)
42. アイガアル(2011.8.24)
43. Landscape (2011.12.7)
44. ON AND ON (2013.2.20)
45. ハリネズミの戀／Lien (2013.04.10)
46. ANATA TO (2015.04.22)
47. KIRA KIRA / AKARI (2015.11.4)

### 정규 앨범
1. everlasting(1997.4.9)
2. Time to Destination(1998.4.15)
3. eternity(2000.3.15)
4. 4 FORCE(2001.3.22)
5. Many Pieces(2003.3.19)
6. commonplace(2004.3.10)
7. Crispy Park(2006.8.9)
8. Door(2008.3.5)
9. CHANGE (2010.3.24)
10. ORDINARY (2011.9.21)
11. FUN-FARE (2014.2.19)
12. Tabitabi (2015.9.23)

### 베스트 앨범
1. Every Best Single +3(1999.3.31)
2. Every Ballad Songs(2001.12.5)
3. Every Best Single 2(2003.9.10)
4. ACOUSTIC:LATTE(2005.2.16)
5. 14 Message - Every Ballad Songs:2(2007.2.14)
6. Every Best Singles ~COMPLETE~ (2009.12.23)
7. Every Cheering Songs ~すべての人達に贈るELT応援ソングベスト~ (2015.1.14)
8. Every Best Singles 2 ~MORE COMPLETE~ (2015.9.23)

### 리믹스 앨범
1. THE REMIXES (1997.9.17)
2. THE REMIXES II (1998.11.18)
3. SUPER EUROBEAT presents Euro Every Little Thing (2001.9.5)
4. The Remixes III 〜Mix Rice Plantation〜 (2002.2.27.)
5. Cyber TRANCE presents ELT TRANCE (2002.2.27)

## 투어
Concert Tour '98 Time to Destination
앨범 "Time to Destination" 발매와 함께 진행한 첫 번째 투어. 이가라시가 참가한 유일한 투어이다.
concert tour spirit 2000
앨범 "eternity" 발매와 함께 진행한 투어. 이가라시가 빠진 키보드 자리는 대타 없이 기존 서포트 멤버 쿠와지마만 참여했다. 이 투어의 성공이 이후 2명의 활동의 정신적 지주가 되어 있다고 말한다.
Concert Tour 2001 4 FORCE
앨범 "4 FORCE의 발매와 함께 진행한 투어. 데뷔 당시부터 ELT를 서포트해온 멤버 (Kbd: 쿠와지마, Dr: 코도우, Ba: 아사다)가 참여한 마지막 투어이다. 이 투어에서만 키보드 파트에 야시로 츠네히코가 추가로 참여하였다.
2003 tour MANY PIECES
기타 이외의 모든 서포트 멤버가 바뀐 후 첫 투어. 이 투어부터 어쿠스틱 코너가 매번 등장한다.
commonplace tour 2004-2005
ELT 사상 최대 규모의 투어. 이것은 각 지역을 모두 돌고 싶다는 두 사람의 희망에 의한 것이었지만, 투어 초반부터 목소리가 변하기 시작하고 투어 막바지에는 연말연시의 가요 프로그램 참여가 겹친다는 빠듯한 일정도 있었고, 모치다가 급성 기관지염이 발병하여 구마모토 공연에서는 'fragile'에서 목소리가 나오지 않아 모치다가 우는 사태까지 일어났다. 이는 1월 28일, 30일에 예정된 공연이 각각 4월 8일과 4월 3일로 연기되어 버렸다. 그러나 라이브 DVD는 당초 예정대로 모든 공연을 마치기 전에 3월 24일에 발표되었다.
concert tour 2006-2007 Crispy Park
앨범 "Crispy Park"의 발매와 함께 진행한 투어.
concert tour 2008 Door
앨범 "Door"의 발매와 함께 진행한 전국 투어. 기타 서포트 멤버 카토 카오루가 탈퇴했고, 이 투어에만 현악기 3명이 참가했다. 투어 후반부터 이토가 다래끼가 생겨 검은 안대를 끼고 무대에 섰다.
concert tour 2009-2010 MEET
2009년 10월부터 2010년 3월까지 진행된 전국 투어. "ELT로서는 처음으로 앨범을 내걸지 않은 투어"라고 공언한 바 있다 (이른바 "베스트 히트 투어"). 투어 기간 동안 베스트 앨범 "Every Best Single ~COMPLETE~"가 발매되었고, 투어 막바지 도쿄 공연 전에 오리지널 앨범 "CHANGE"가 발매되었다. 또한 도쿄 공연에는 12년 만에 이가라시 미츠루가 서프라이즈 게스트로 등장 해 ELT투어 사상 최초로 키보드 3명이 연주를 하는 진풍경을 연출했다. 3월 28일 마지막 공연에서는 모치다의 생일 케이크가 등장하였다. (모치다 생일이 공연 4일전). 이가라시가 케이크를 가지고 등장했을 때, 키보디스트 하야시 마사후미의 생일이었기 때문에 하야시의 생일 케이크라고 믿고 있었다. (하야시의 생일 케이크는 그날 리허설 때 전달되었다고 한다.) 이 투어에서 오랫동안 라이브로 연주하지 않았던 "Over and Over"가 마지막 곡으로 연주되었다.
Premium Christmas Concert Tour 2010
2010년 12월 7일부터 23일까지 열린 투어. 투어중인 MEET 무대 세트를 거의 그대로 사용하고 현악기 4명이 참가했다.
Every Little Thing 15th Anniversary Concert Tour 2011 ~ 2012 "ORDINARY"
2011년 10월부터 2012년 3월까지 진행된 전국 투어. 데뷔 15주년을 기념한 앨범 "ORDINARY"를 중심으로 한 컨셉 투어이다. 또한 ELT 서포트 멤버인 하야시 마사후미 (키보드)와 야마구치 타카 (드럼)가 2001년 가을부터 이때까지 ELT 서포팅 10년째가 되었다. (특히 하야시는 현재까지 ELT 최장 기간 서포트 멤버로 남아 있다.) 최근까지 라이브로 연주되어 온 "Free Walkin'"(이 곡으로 밴드 멤버 소개와 각자의 솔로를 선보인다.)은 연주되지 않았다.
Every Little Thing Concert Tour 2013 - ON AND ON -
2013년 1월부터 6월까지 진행된 전국 투어. MEET 투어 때와 마찬가지로 신곡 (싱글)의 발매는 있었지만, 앨범의 제작/발매는 없었다. 투어 후반부터 모치다가 어쿠스틱 기타 연주 (신곡 "Lien")를 선보였다. 2001년부터 10년 가까이 ELT의 드럼을 맡았던 야마구치 타카가 빠지고, 이 투어부터는 마쓰가와 코우지가 드러머로 참여하였다. (강한 어깨의 소유자로, 앙코르시 일반적으로는 닿지 않는 2층석까지 수건을 던지기도 한다고 한다. 그래서 이토가 마쓰가와를 '아이언 맨'이라고 부른다.)
Every Little Thing Concert Tour 2014 - FUN FARE -
2014년 2월 22일부터 7월 6일까지 진행된 전국 투어. 앨범 "FUN-FARE"를 중심으로 한 컨셉 투어. 마지막 투어 "ON AND ON"처럼 겨울부터 여름에 걸쳐 열리는 투어. 이 투어의 큰 특징으로, 모치다가 처음으로 헤드셋 마이크를 착용하고 춤을 추면서 노래했다. 마지막 공연은 당초 7월 11일 나하 시민 회관에서 개최될 예정 이었지만, 태풍 8호의 영향으로 무대 세트와 장비를 실은 11톤 트럭 4대의 배편 수송이 되지 않아 최소한의 장비를 공수하고 연출을 대폭 축소 · 변경한 후 실시하는 것도 검토되었지만, 안전면이나 장비 등의 사정에 의해 무산되었다. 또한 이 투어는 ELT는 처음으로 마지막 공연을 완수하지 못하고 종료한 투어가 되었다. (사실상의 마지막 공연은 7월 6일 도쿄 국제 포럼 A)